# Reasi (district)
Reasi is een district van het Indiase unieterritorium Jammu en Kasjmir. Het district telt 314.667 inwoners (2011) en heeft een oppervlakte van 1719 km².
Divisie Jammu:
Doda · Jammu · Kathua · Kishtwar · Poonch · Rajouri · Ramban · Reasi · Samba · Udhampur
Divisie Kasjmir:
Anantnag · Badgam · Bandipora · Baramulla · Ganderbal · Kulgam · Kupwara · Pulwama · Shopian · Srinagar